# Saint-Martin-du-Frêne
Saint-Martin-du-Frêne ist eine französische Gemeinde mit 1027 Einwohnern (Stand 1. Januar 2022) im Département Ain in der Region Auvergne-Rhône-Alpes. Sie gehört zum Kanton Nantua im Arrondissement Nantua.

## Geographie
Saint-Martin-du-Frêne liegt auf 515 m, etwa 15 Kilometer südwestlich der Stadt Oyonnax (Luftlinie). Das Dorf erstreckt sich im nördlichen Bugey, am östlichen Rand einer weiten Talmulde im Jura, am Fuß der Montagne de Chamoise.
Die Fläche des 19,14 km² großen Gemeindegebiets umfasst einen Abschnitt des südlichen französischen Juras. Der zentrale Teil wird von der rund 1,5 Kilometer breiten, in Nord-Süd-Richtung orientierten Talsenke des Oignin eingenommen, die eine Synklinale im Faltenjura bildet und nach Norden zum Ain entwässert wird. Gegen Norden hin öffnet sich diese Talsenke zur Ebene von Brion. Im Westen wird sie vom Hügelzug der Montagne de Collégiard (665 m) flankiert. Östlich der Talebene erhebt sich die Montagne de Chamoise, die ein Hochplateau bildet. Dieses wiederum steigt gegen Osten allmählich an und gipfelt auf der steil nach Osten abfallenden Felskrete Les Monts d’Ain. Hier wird mit 1127 m die höchste Erhebung von Saint-Martin-du-Frêne erreicht. Das Plateau der Chamoise wird im Süden vom tief eingeschnittenen Erosionstal der Combe de Vau begrenzt, deren gesamtes Einzugsgebiet ebenfalls zur Gemeinde gehört. Südlich daran schließt das Plateau von Chevillard an.
Zu Saint-Martin-du-Frêne gehören der Weiler Chamoise (700 m) auf dem Hochplateau der Montagne de Chamoise sowie einige Hofgruppen und Einzelhöfe. Nachbargemeinden von Saint-Martin-du-Frêne sind Brion und Port im Norden, Nantua und Brénod im Osten, Chevillard und Condamine im Süden sowie Maillat und Peyriat im Westen.

## Geschichte
Verschiedene Streufunde weisen darauf hin, dass das Gemeindegebiet von Saint-Martin-du-Frêne bereits während der gallorömischen Zeit besiedelt war. Um 760 gründeten die Äbte des Klosters Nantua ein kleines Priorat in Saint-Martin. Dieses wurde während der Ungarneinfälle zerstört, weswegen die Äbte das Priorat unter den Schutz der Herren von Coligny stellten. Die Funktion des Schutzherrn ging später an die Familie Thoire-Villars über.
Urkundlich erwähnt wird Saint-Martin-du-Frêne im Jahr 1144 unter dem latinisierten Namen Sanctus Martinus de Fraxino. Im Lauf der Zeit wandelte sich die Schreibweise über Sanctus Martines del Fraino (1234) zu Saint-Martin-du-Fresne. Die letztere ist auch heute noch als lokale Schreibweise z. B. auf Straßenschildern, auf der Gemeinde-Webseite und in Regionalzeitungen in Gebrauch.
Als Folge eines Streites zwischen den Thoire-Villars und den Grafen von Savoyen betreffend der Machtbefugnisse über das Gebiet nahmen letztere das Dorf im Jahre 1330 ein, gaben es jedoch einige Zeit später den Thoire-Villars zurück. Mit einem Freiheitsbrief wurden den Bewohnern 1355 gewisse Rechte zugestanden. Saint-Martin-du-Frêne bildete nun eine Kastlanei. Die Hälfte des Grundbesitzes wurde 1374 jedoch an die Familie Maillat verkauft, welche bis zur Französischen Revolution Besitzerin dieses Teils blieb. Mit dem Vertrag von Lyon gelangte Saint-Martin-du-Frêne im Jahre 1601 an Frankreich.

### Bevölkerungsentwicklung
| Jahr                       | 1962 | 1968 | 1975 | 1982 | 1990 | 1999 | 2010 | 2021 |
| -------------------------- | ---- | ---- | ---- | ---- | ---- | ---- | ---- | ---- |
| Einwohner                  | 598  | 623  | 706  | 744  | 971  | 1050 | 1077 | 1033 |
| Quellen: Cassini und INSEE |      |      |      |      |      |      |      |      |

Mit 1027 Einwohnern (Stand 1. Januar 2022) gehört Saint-Martin-du-Frêne zu den kleineren Gemeinden des Départements Ain. Nachdem die Einwohnerzahl in der ersten Hälfte des 20. Jahrhunderts abgenommen hatte (1901 wurden noch 785 Personen gezählt), wurde seit Beginn der 1960er Jahre wieder eine deutliche Bevölkerungszunahme verzeichnet. Die Ortsbewohner von Saint-Martin-du-Frêne heißen auf Französisch San-Martinois(es).

## Sehenswürdigkeiten
Die dreischiffige Pfarrkirche von Saint-Martin-du-Frêne wurde von 1868 bis 1873 erbaut und besitzt einen oktogonalen Glockenturm. Vom einstigen Château des Terreaux, das 1248 unter der Familie Thoire-Villars erbaut worden war, ist nur noch ein ungefähr 5 m hoher Rundturm mit mächtigen Mauern erhalten.

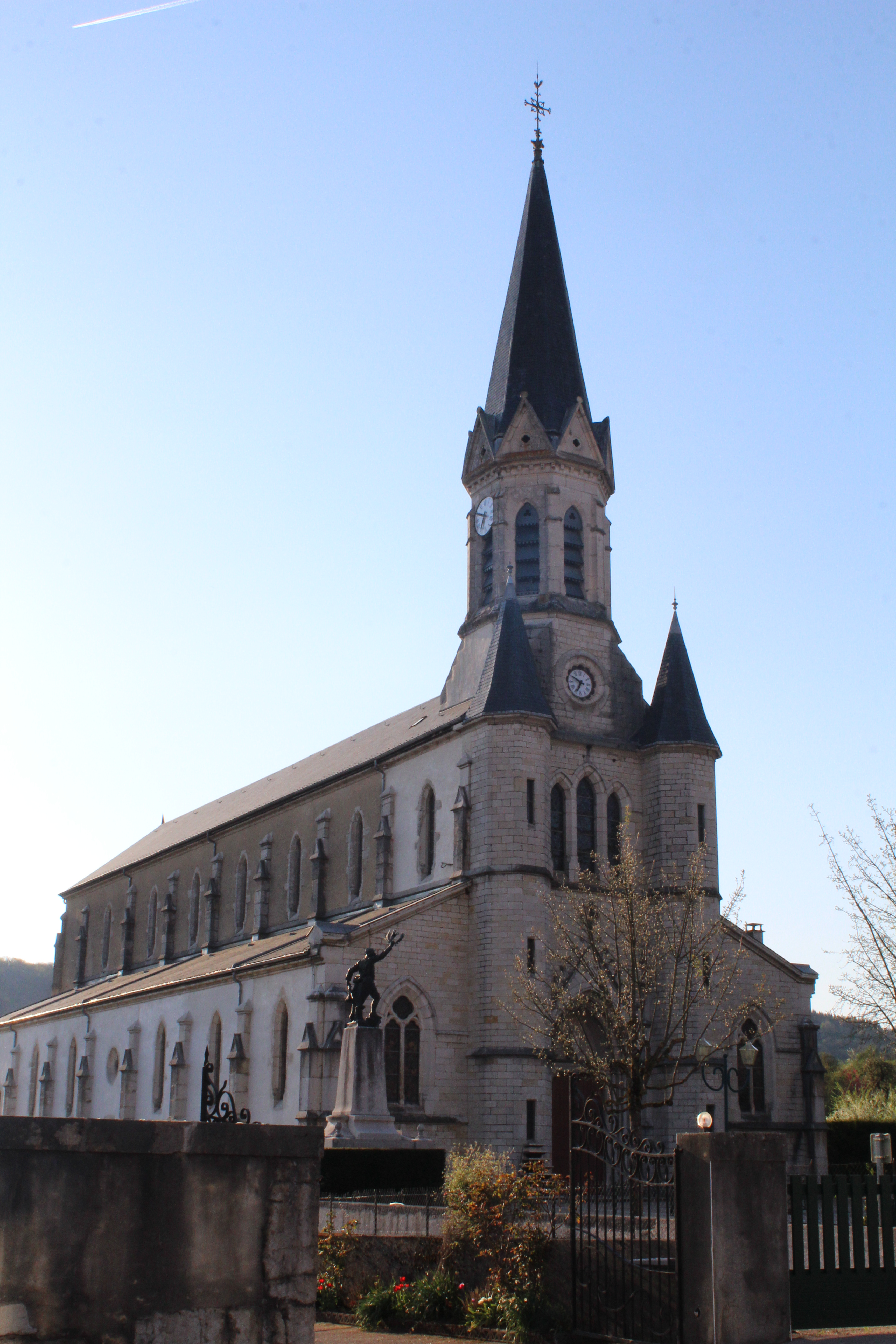
Kirche Saint-Martin
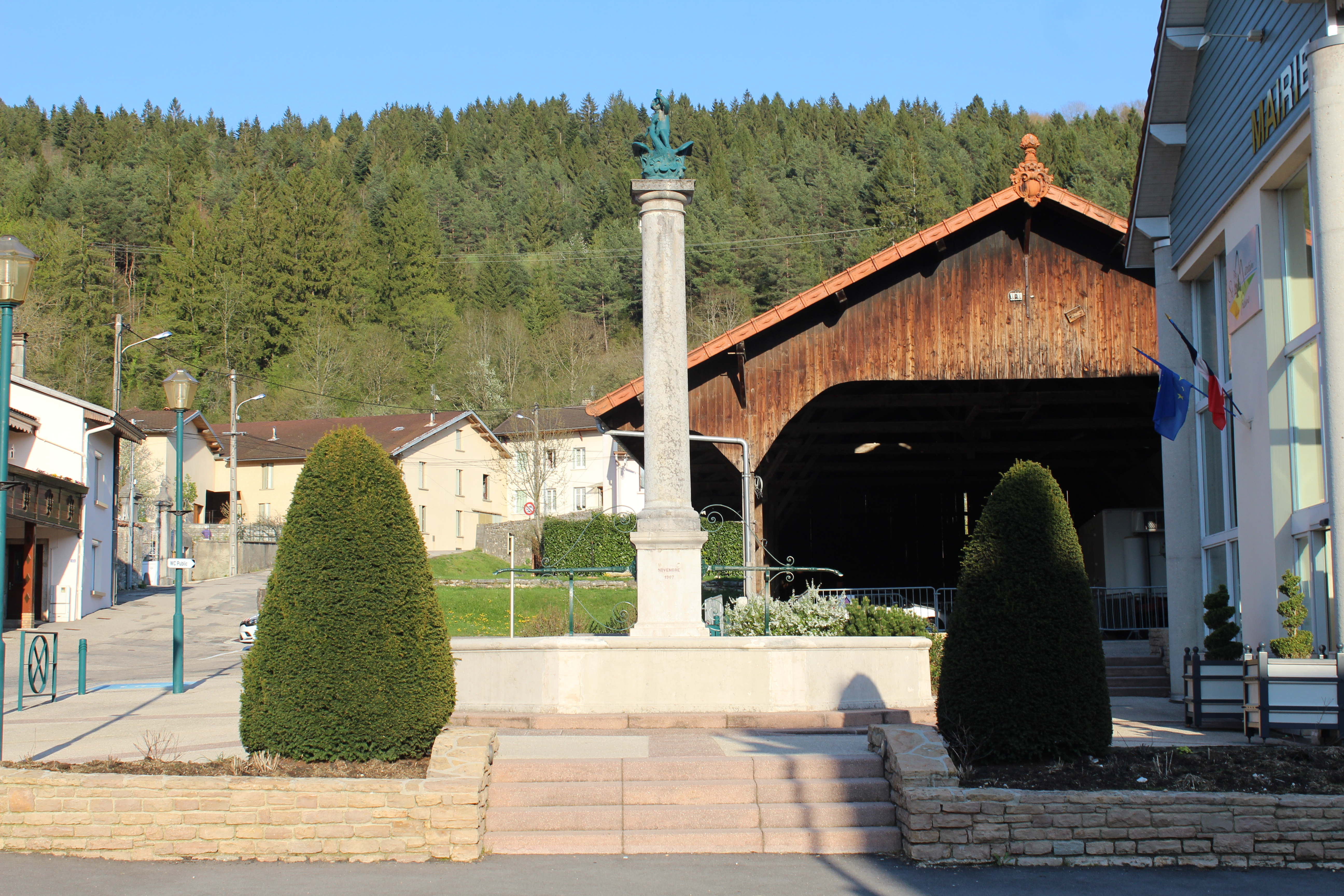
Brunnen vor dem Rathaus
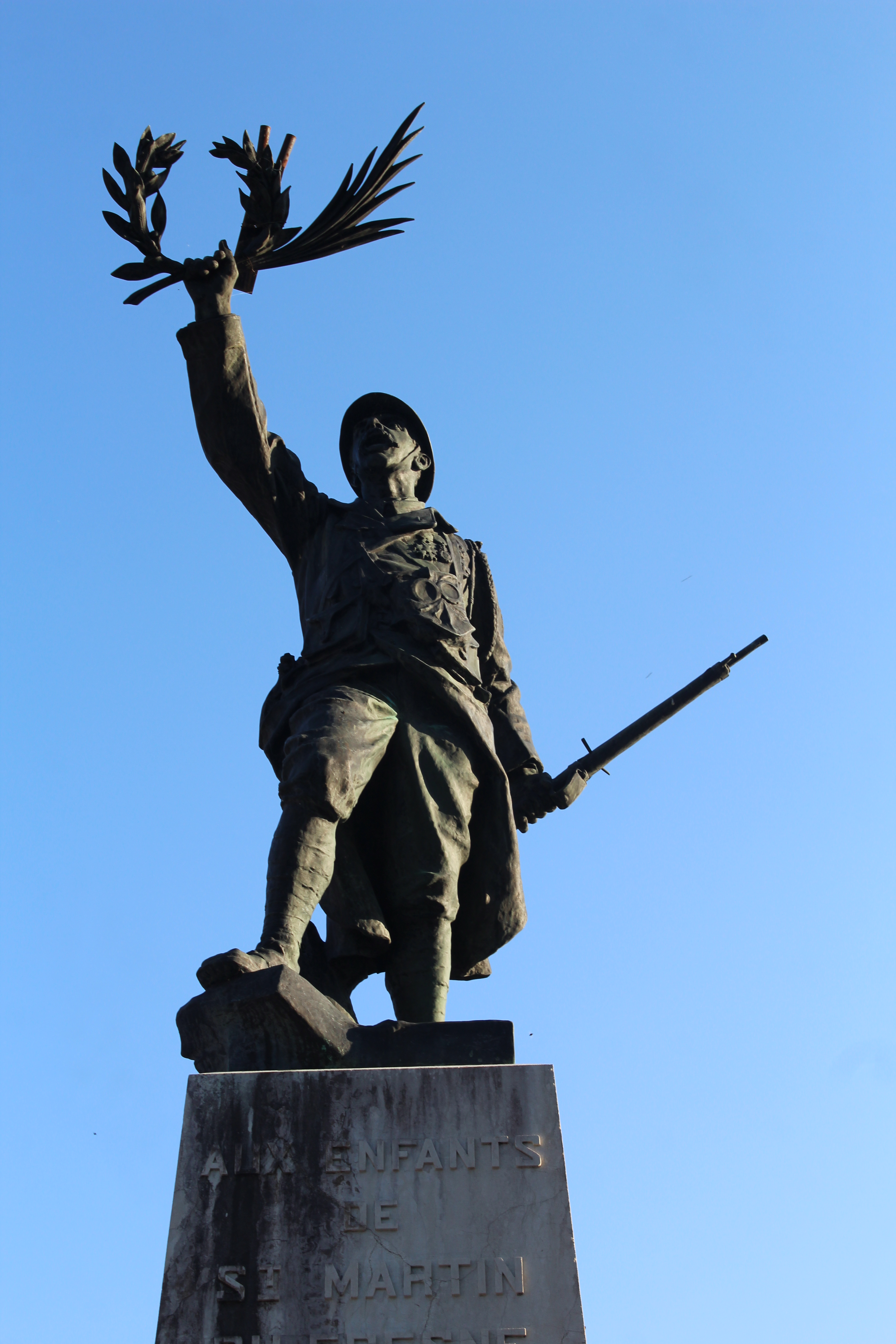
Gefallenendenkmal

## Wirtschaft und Infrastruktur

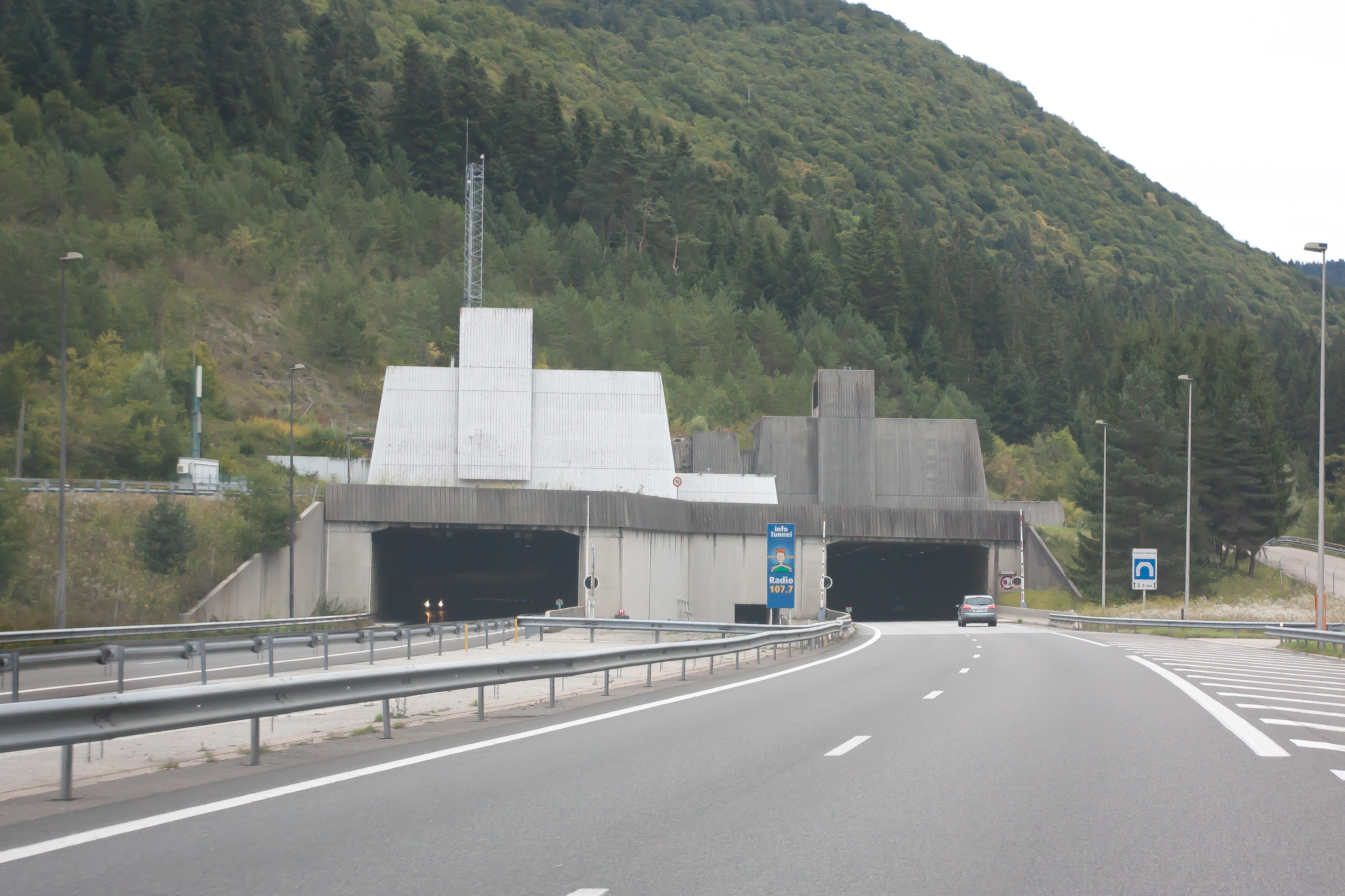
Autoroute A40, Westportal des Tunnel de Chamoise

Saint-Martin-du-Frêne war bis weit ins 20. Jahrhundert hinein ein vorwiegend durch die Landwirtschaft und die Forstwirtschaft geprägtes Dorf. Daneben gibt es heute einige Betriebe des Klein- und Mittelgewerbes, darunter Unternehmen der Kunststoffverarbeitung, der Kleiderbügelherstellung und der elektronischen Industrie. Mittlerweile hat sich das Dorf auch zu einer Wohngemeinde gewandelt. Viele Erwerbstätige sind auch Wegpendler, die in den größeren Ortschaften der Umgebung ihrer Arbeit nachgehen.
Die Ortschaft ist verkehrsmäßig sehr gut erschlossen. Sie liegt an der Departementsstraße D1084, die von Bellegarde-sur-Valserine durch die Cluse de Nantua nach Pont-d’Ain führt. Weitere Straßenverbindungen bestehen mit Hauteville-Lompnes und Vieu-d’Izenave. Der nächste Anschluss an die Autobahn A 40, welche das Gemeindegebiet durchquert und hier die Abzweigung mit der A 404 nach Oyonnax bildet, befindet sich in einer Entfernung von rund einem Kilometer an der Grenze zur Gemeinde Maillat.
In Saint-Martin-du-Frêne befindet sich eine staatliche école primaire (Grundschule mit eingegliederter Vorschule).

## Persönlichkeiten
- Sebastian Castellio (1515–1563), humanistischer Gelehrter, Philosoph und protestantischer Theologe